# Nationales Institut für Astrophysik, Optik und Elektronik

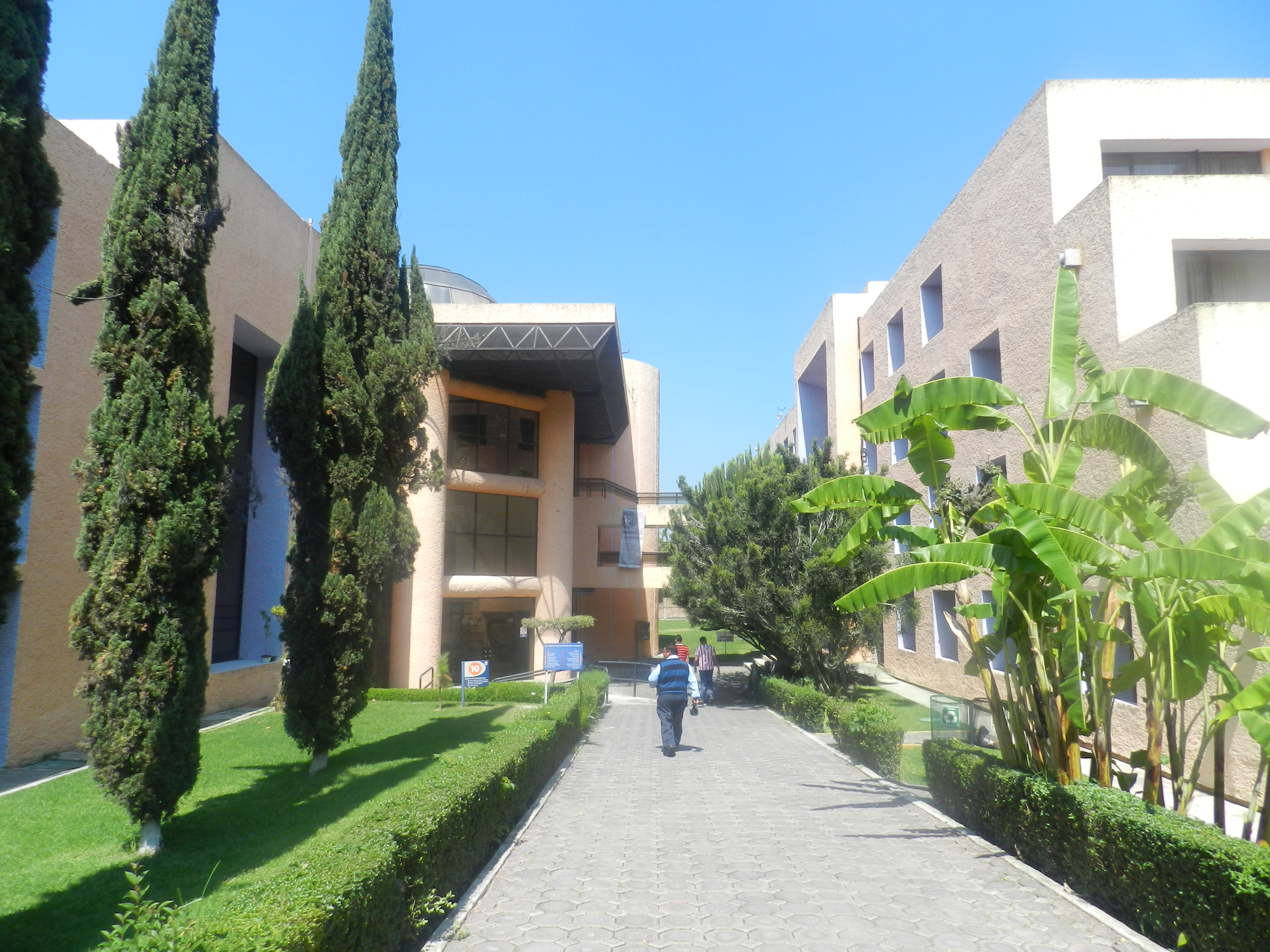
Hauptgebäude des Instituts in Puebla

Das Nationale Institut für Astrophysik, Optik und Elektronik spanisch Instituto Nacional de Astrofísica, Óptica y Electrónica (INAOE) ist ein mexikanisches Forschungsinstitut in Tonantzintla, Puebla. Es ist eines von 30 Forschungseinrichtungen des Centros Públicos de Investigación of the Consejo Nacional de Ciencia y Tecnología (CONACyT).
Es wurde durch ein Dekret des Präsidenten am 11. November 1971 gegründet und beschäftigt über 100 Forscher in Astrophysik, Optik, Elektronik und Informatik. Wichtige Projekte, an denen das Institut beteiligt ist, sind das Large Millimeter Telescope und das Gran Telescopio Canarias.